# 格雷特施塔特
格雷特施塔特是德国巴伐利亚州的一个市镇。总面积34.93平方公里，总人口4123人，其中男性2056人，女性2067人（2011年12月31日），人口密度118人/平方公里。